# 阿尔坎佩利
阿尔坎佩利，是西班牙阿拉贡自治区韦斯卡省的一个市镇。总面积58平方公里，总人口873人（2001年），人口密度15人/平方公里。